# 173gy busz (Budapest)
A budapesti 173-as (gyors 173-as, köznyelvben gyakran piros 173-as) jelzésű autóbusz Budapest emblematikus autóbuszvonala volt a 7-es busszal együtt. A belvárost átszelve Újpalota, Nyírpalota utca és az Etele tér, Kelenföldi pályaudvar között közlekedett, és csak a fontosabb csomópontokban állt meg. A vonalat a Budapesti Közlekedési Zrt. üzemeltette.

## Története
1994. november 30-án megszűnt a 73E busz, helyette a több megállóban megálló és Bornemissza térig meghosszabbított 173-as buszt indították el. 2005. december 3-án budai végállomása az Etele térre került át, megállt a Páskomliget utcánál és csúcsidőn kívül is közlekedett. 2008. augusztus 20-án megszűnt, helyét az azonos útvonalon közlekedő 173E busz vette át.
2019. június 8-án egy napra ismét visszatért retrójáratként. A járaton a „7-173 Gyors” arculatú BPO-449 forgalmi rendszámú Ikarus 280-as közlekedett. 2022. október 16-án egy napra újra közlekedett a retrójárat.

## Járművek
A „piros 173-as” vonalán a jellemző járműtípus az Ikarus 280-as volt. A kezdetben hagyományos BKV kivitelű járműveket 1998-ban 50 felújított, illetve vázcserés busz váltotta fel (közülük többen korábban is ezen a vonalon közlekedtek). A buszok vegyesen közlekedtek a 7-es és 173-as vonalon. Az arculatos, 7-173 Gyors festésű járművek piros-kék színükkel évekig meghatározó buszok voltak a 7-es buszcsalád életében.

## Útvonala
| Etele tér, Kelenföldi pályaudvar felé | Újpalota, Nyírpalota utca felé |
| --- | --- |
| Újpalota, Nyírpalota utca vá. – Nyírpalota utca – Drégelyvár utca – felüljáró – Csömöri út – Thököly út – Baross tér – Rákóczi út – Kossuth Lajos utca – Ferenciek tere – Szabad sajtó út – Erzsébet híd – Szent Gellért rakpart – Szent Gellért tér – Bartók Béla út – Tétényi út – Etele út – Etele tér, Kelenföldi pályaudvar vá. | Etele tér, Kelenföldi pályaudvar vá. – Etele út – Tétényi út – Bartók Béla út – Szent Gellért tér – Szent Gellért rakpart – Erzsébet híd – Szabad sajtó út – Ferenciek tere – Kossuth Lajos utca – Rákóczi út – Baross tér – Thököly út – Csömöri út – felüljáró – Drégelyvár utca – Nyírpalota utca – Újpalota, Nyírpalota utca vá. |

## Megállóhelyei
| 173 (Újpalota, Nyírpalota utca – Etele tér, Kelenföldi pályaudvar) | 173 (Újpalota, Nyírpalota utca – Etele tér, Kelenföldi pályaudvar) | 173 (Újpalota, Nyírpalota utca – Etele tér, Kelenföldi pályaudvar) | 173 (Újpalota, Nyírpalota utca – Etele tér, Kelenföldi pályaudvar) | 173 (Újpalota, Nyírpalota utca – Etele tér, Kelenföldi pályaudvar) | 173 (Újpalota, Nyírpalota utca – Etele tér, Kelenföldi pályaudvar)                      | 173 (Újpalota, Nyírpalota utca – Etele tér, Kelenföldi pályaudvar)                                     | 173 (Újpalota, Nyírpalota utca – Etele tér, Kelenföldi pályaudvar) |
| Perc (↓)                                                           | Perc (↓)                                                           | Megállóhely                                                        | Perc (↑)                                                           | Perc (↑)                                                           | Átszállási kapcsolatok                                                                  | Átszállási kapcsolatok                                                                                 |                                                                    |
| 2005                                                               | 2008                                                               | Megállóhely                                                        | 2005                                                               | 2008                                                               | a járat átalakításakor (2005)                                                           | a járat megszűnésekor (2008)                                                                           |                                                                    |
| ------------------------------------------------------------------ | ------------------------------------------------------------------ | ------------------------------------------------------------------ | ------------------------------------------------------------------ | ------------------------------------------------------------------ | --------------------------------------------------------------------------------------- | --- | ------------------------------------------------------------------ |
| 0                                                                  | 0                                                                  | Újpalota, Nyírpalota utca végállomás (1994–2008)                   | 39                                                                 | 43                                                                 | 73, 130                                                                                 | 46, 73, 130                                                                                            |                                                                    |
| ∫                                                                  | 1                                                                  | Páskomliget utca                                                   | ∫                                                                  | 42                                                                 | Nem érintette                                                                           | 46, 73, 96, 96, 96A, 130, Palota, Pólus 69                                                             |                                                                    |
| 2                                                                  | 3                                                                  | Zsókavár utca                                                      | 35                                                                 | 40                                                                 | 73, 96, 96, 130, Palota 69                                                              | 46, 73, 96, 96, 96A, 130, Palota 69                                                                    |                                                                    |
| 4                                                                  | 6                                                                  | Molnár Viktor utca                                                 | 33                                                                 | 37                                                                 | 73, 77                                                                                  | 73, 77                                                                                                 |                                                                    |
| 9                                                                  | 11                                                                 | Bosnyák tér                                                        | 31                                                                 | 33                                                                 | 7, 7, 24, 32, 70, 73, 77, 132, Pólus 3, 62                                              | 7, 7, 24, 32, 70, 73, 77, Pólus 3, 62                                                                  |                                                                    |
| 13                                                                 | 15                                                                 | Hungária körút                                                     | 26                                                                 | 28                                                                 | 7, 7, 67V, 73, Pólus 1, 1A 72 Budapest-Zugló                                            | 7, 7, 67V, 73, Pólus 1, 1A 72 Budapest-Zugló                                                           |                                                                    |
| 18                                                                 | 20                                                                 | Baross tér, Keleti pályaudvar                                      | 22                                                                 | 23                                                                 | 7, 7A, 7, 20, 30, 67V, 73, 78, Pólus 24 73, 76, 78, 79, 80 Budapest-Keleti              | 7, 7, 20, 30, 67V, 73, 78, Pólus 24 73, 76, 78, 79, 80 Budapest-Keleti                                 |                                                                    |
| 20                                                                 | 23                                                                 | Blaha Lujza tér                                                    | 19                                                                 | 20                                                                 | 7, 7A, 7, 78, 99 4, 6, 28, 37, 37A                                                      | 7, 7, 73, 78, 99 4, 6, 28, 37, 37A                                                                     |                                                                    |
| 24                                                                 | 28                                                                 | Ferenciek tere                                                     | 15                                                                 | 16                                                                 | 5, 7, 7A, 7, 8, 78, 112                                                                 | 5, 7, 7, 8, 47-49V, 73, 78, 112, 233E, 239                                                             |                                                                    |
| 30                                                                 | 35                                                                 | Móricz Zsigmond körtér                                             | 9                                                                  | 10                                                                 | 3, 3, 7, 7A, 7, 27, 40, 40, 40E, 53, 140E 6, 18, 19, 41, 47, 49, 61, 118                | 3, 3, 7, 7, 27, 40, 40, 40E, 47-49V, 73, 140E, 149V, 153 6, 18, 19, 41, 41A, 56, 61                    |                                                                    |
| 32                                                                 | 37                                                                 | Kosztolányi Dezső tér                                              | 6                                                                  | 8                                                                  | 7, 7A, 7, 12, 14, 40, 40E, 41, 41, 53, 72, 86, 87, 87A, 114, 140E, 153, 172, 250 19, 49 | 7, 7, 12, 14, 40, 40E, 41, 41, 47-49V, 53, 72, 73, 86, 87, 87A, 114, 140E, 149V, 153, 172, 187, 250 19 |                                                                    |
| 34                                                                 | 40                                                                 | Szent Imre Kórház                                                  | 3                                                                  | 4                                                                  | 7, 7A, 7, 14, 114                                                                       | 7, 7, 14, 73, 114                                                                                      |                                                                    |
| 36                                                                 | 41                                                                 | Kelenföld, városközpont                                            | 2                                                                  | 3                                                                  | 7, 7A, 7, 14, 103, 114                                                                  | 7, 7, 14, 73, 103, 114                                                                                 |                                                                    |
| ∫                                                                  | 43                                                                 | Bártfai utca                                                       | ∫                                                                  | 1                                                                  | Nem érintette                                                                           | 7, 103                                                                                                 |                                                                    |
| ∫                                                                  | 44                                                                 | Etele tér, Kelenföldi pályaudvar végállomás (2005–2008)            | ∫                                                                  | 0                                                                  | Nem érintette                                                                           | 19 7, 47-49V, 103, 141 Budapest-Kelenföld                                                              |                                                                    |
| 37                                                                 | ∫                                                                  | Bornemissza tér végállomás (1994–2005)                             | 0                                                                  | ∫                                                                  | 7, 7A                                                                                   | Nem érintette                                                                                          |                                                                    |